# فرد شفارتز
فرد شفارتز (بالإنجليزية: Fred Schwarz) هو طبيب أسترالي، ولد في 15 يناير 1913 في بريزبان في أستراليا، وتوفي في 24 يناير 2009.

## وصلات خارجية
- فرد شفارتز على موقع إن إن دي بي (الإنجليزية)